# Grenoble
Grenoble je město ve Francii. Leží na úpatí Alp na soutoku řek Drac a Isère. Od Paříže je vzdáleno 484 kilometrů. Je to známé univerzitní město. Samotné je položeno v údolí, ale zároveň je obehnáno hradbou tří pohoří – Vercors, Belledone a Chartreuse. Je základnou pro zimní lyžování nebo letní turistiku. Nejznámějším symbolem města je lanovka vedoucí k pevnosti Bastille. Tato lanovka je nejstarší městskou lanovkou v Evropě.

## Geografie
Sousední obce: La Tronche, Saint-Martin-le-Vinoux, Seyssinet-Pariset a Saint-Martin-d'Hères.

## Známé osobnosti
- Hugo z Grenoblu (1053–1132), biskup
- Abel Servien (1593–1659), diplomat
- Hugues de Lionne (1611–1671), státník
- Claudine Alexandrine Guérin de Tencin (1681–1749), spisovatelka
- Jacques de Vaucanson (1709–1782), vynálezce
- Etienne Bonnot de Condillac (1715–1780), osvícenský filozof
- Jean Joseph Mounier (1758–1806), politik
- Antoine Barnave (1761–1793), politik
- Rose-Philippine Duchesne (1774–1852), řeholnice a pedagožka
- Casimir Pierre Perier (1777–1832), státník
- Stendhal (1783–1842), spisovatel
- Henri Fantin-Latour (1836–1904), malíř
- Joseph Vacher (1869–1898), sériový vrah, pracoval zde jako kuchař
- Emmanuel Mounier (1905–1950), katolický publicista a filozof, zakladatel personalistického hnutí
- Lionel Terray (* 1921), horolezec
- Johnny Servoz-Gavin (* 1942), pilot Formule 1
- André the Giant (1946–1993), profesionální wrestler a herec
- Michel Lotito (1950–2007), komik
- Maurice Dantec (* 1959), spisovatel sci-fi literatury
- Perrine Pelenová (* 1960), sjezdová lyžařka, mistryně světa
- Miss Kittin, (* 1973), zpěvačka
- Julien Robert (* 1974), biatlonista
- Cristobal Huet (* 1975), hokejista
- Seyhan Kurt (* 1979), básník, spisovatel
- Julien Brellier (* 1981), fotbalista
- Daniel Reynek (1928–2014), fotograf (syn Bohuslava Reynka)

## Vývoj počtu obyvatel
Počet obyvatel

## Architektura
- European synchrotron radiation facility

## Vzdělání
- Grenoble École de Management
- Université Grenoble-Alpes
- Institut polytechnique de Grenoble

## Muzea
- Musée dauphinois[3]

## Sport
V roce 1968 se v Grenoblu pořádaly X. zimní olympijské hry.

## Partnerská města
- Betlém, Izrael
- Catania, Itálie
- Constantine, Alžírsko
- Corato, Itálie
- Essen, Německo
- Halle, Německo
- Innsbruck, Rakousko
- Kaunas, Litva
- Kišiněv, Moldavsko
- Ouagadougou, Burkina Faso
- Oxford, Spojené království
- Phoenix, Arizona, USA
- Pécs, Maďarsko
- Rechovot, Izrael
- Sfax, Tunisko
- Stendal, Německo
- Su-čou, Čína